# Czarnowo, Tỉnh West Pomeranian
Czarnowo [t͡ʂarˈnɔvɔ] là một ngôi làng thuộc khu hành chính của Gmina Kozielice, thuộc hạt Pyrzyce, West Pomeranian Voivodeship, ở phía tây bắc Ba Lan.
Trước năm 1945, khu vực này là một phần của Đức. Đối với lịch sử của khu vực, xem Lịch sử của Pomerania.